# 帕利珠单抗
帕利珠单抗（INN：Palivizumab），以商品名Synagis销售，是一种通过重组DNA技术生产的单克隆抗体，用于预防呼吸道合胞病毒（RSV）感染引起的严重疾病。该药物被建议让因早产或其他医疗问题（包括心脏或肺部疾病）而导致RSV的高危婴儿使用。
最常见的副作用包括发烧和皮疹。
帕利珠单抗是一种人源化单克隆抗体（IgG），针对呼吸道合胞病毒F蛋白A抗原位点的表位。在儿童的两项III期临床试验中，帕利珠单抗将因RSV感染而住院的风险降低了55%和45%。帕利珠单抗通过每月一次肌肉注射给药，在RSV季节期间施用，根据过去的趋势，RSV季节从9月中旬到11月中旬开始。
帕利珠单抗靶向RSV融合蛋白，抑制其进入细胞，从而预防感染。帕利珠单抗于1998年被批准用于医疗用途。

## 医疗用途
帕利珠单抗适用于预防因呼吸道合胞病毒（RSV）引起的儿童严重下呼吸道疾病，需要住院治疗，并且属于高危RSV疾病的患者。
- RSV季节开始时妊娠35周或以下且不满6个月出生的儿童；[1]
- 两岁以下且在过去六个月内需要治疗支气管肺发育不良（BPD）的儿童；[1]
- 两岁以下且患有严重血流动力学先天性心脏病的儿童。[1]

美国儿科学会发布了帕利珠单抗的使用指南。这些建议的最新更新基于以下方面的新信息：RSV季节性、帕利珠单抗药代动力学、细支气管炎住院发生率、胎龄和其他危险因素对RSV住院率的影响、RSV感染住院儿童的死亡率、预防喘息和帕利珠单抗耐药RSV分离株。

### RSV预防
建议所有出生时孕周<29周（即≤28周6天）的一岁以下婴儿使用帕利珠单抗。患有BPD的一岁以下婴儿（即孕周<32周出生且出生后前28天需要补充氧气）以及患有BPD且在预期RSV季节的六个月内需要药物治疗（例如补充氧气、糖皮质激素、利尿剂）的两岁以下儿童，建议使用帕利珠单抗作为预防措施。预防性服用帕利珠单抗可减少RSV感染数量、减少喘息，并可能降低因RSV导致的住院率。据报道，该药物几乎没有负面副作用。目前尚不清楚帕利珠单抗对于其他疾病是否有效且安全，这些疾病使他们面临更高的RSV严重病例风险，例如免疫系统缺陷。
由于出生后一年RSV感染的风险降低，通常不建议12个月以上的儿童使用帕利珠单抗，除非是需要在第二个RSV季节接受补充氧气、支气管扩张剂治疗或类固醇治疗的早产儿。

#### RSV预防目标群体
- 患有严重血流动力学先天性心脏病的一岁以下婴儿。
- 患有神经肌肉疾病的一岁以下婴儿，会损害清除上呼吸道分泌物的能力或肺部畸形。
- RSV季节期间免疫功能低下的两岁以下儿童（例如患有严重联合免疫缺陷的儿童；接受过肺移植或造血干细胞移植的两岁以下儿童）。
- 患有唐氏综合症的儿童，有其他下呼吸道感染的危险因素，如先天性心脏病、慢性肺病或早产。[10]
- 阿拉斯加原住民和美洲印第安人婴儿。

应根据具体情况做出有关这些群体儿童帕利珠单抗预防的决定。

### RSV治疗
由于帕利珠单抗是一种被动抗体，因此对RSV感染的治疗无效，不建议用于该适应症。一项2019年（2023年更新）Cochrane综述发现，对于感染RSV的婴儿和3岁以下儿童，帕利珠单抗和安慰剂在死亡率、住院时间和不良事件方面没有差异。在推荐帕利珠单抗作为治疗选择之前，需要进行更大规模的随机对照试验。如果婴儿在RSV季节期间使用帕利珠单抗后仍感染RSV，他们可以在RSV季节的剩余时间内停止每月服用帕利珠单抗，因为再次住院的风险较低。目前的研究正在进行中，以确定RSV的新治疗方法，而不仅仅是预防。

## 禁忌症
使用帕利珠单抗的禁忌症包括接触帕利珠单抗后的过敏反应。据报道，接触帕利珠单抗后出现严重过敏反应病例。过敏症状包括荨麻疹、呼吸短促、低血压和反应迟钝。尚未报告帕利珠单抗有其他禁忌症。需要进一步的研究来确定是否存在任何药物间相互作用，因为迄今为止还没有针对这些相互作用进行过任何研究。